# Луккская мадонна
«Луккская мадонна» — картина фламандского живописца Яна ван Эйка, написанная около 1437 года. На ней изображена Мария, сидящая на деревянном троне и увенчанная балдахином, кормящая грудью младенца Христа. Исследования панели позволяют предположить, что когда-то это была центральная панель триптиха, а его небольшой размер указывает на то, что он был предназначен для личного почитания. Заказчик картины неизвестен. Картина находится в коллекции Штеделевского художественного института во Франкфурте.
Картина известна под названием «Луккская мадонна», так как в начале XIX века находилась в коллекции Карла II, герцога Пармы и Лукки. Это одна из последних работ Яна ван Эйка. Дева Мария была идентифицирована как портрет жены художника, Маргареты, которую ван Эйк также изобразил на светском портрете.

## Иконография
Дева Мария восседает на деревянном троне, увенчанном балдахином с четырьмя маленькими статуями львов из латуни. Это отсылка к престолу Соломона, который имел двенадцать львов по бокам и на ступенях. Иконография смешивает более ранний стиль «Кормящей Мадонны» с «Престолом мудрости» (то есть Мадонны восседающей на Престоле). Как сказано в «Speculum Humanae Salvation»: «трон царя Соломона — это Дева Мария, в которой пребывал Иисус Христос, истинная премудрость…».
Как и на многих других картинах ван Эйка и его современников, это сравнение ещё более усиливается, когда Мария изображается похожей на алтарь, поскольку она поддерживает младенца Христа на своих коленях, изображенного огромным и приплюснутым, подобно тому, как алтарь поддерживает присутствие Христа в воинстве на мессе. Белая ткань под младенцем, поверх более богатой ткани платья Марии, и ниша справа, напоминающая piscina, где была установлена ёмкость с водой для омовения рук священника, — все это способствует сравнению. Необычная форма комнаты, очень узкая для такого большого трона, наводит на мысль о небольшой часовне.
Изображенное помещение узкое, в нём доминирует трон. В углах комнаты расположены трёхчетвертные колонны, которые в верхней части сливаются в крестообразный ребристый свод, едва видимый зрителю. Боковую стену слева от зрителя пробивает высокое окно с прозрачными стеклами в форме бычьего глаза.
Два фрукта на подоконнике не были точно идентифицированы, но это либо яблоки, либо апельсины, оба символизировали рай. Правая боковая стена является зеркальным отражением окна, а на полке стоит пустой подсвечник и наполовину наполненный стеклянный графин, или фляга. На нижнем карнизе находится большая чаша или раковина. Напольная плитка сложена из синих и белых геометрических узоров, в основном покрытых ковром, расположенным по центру вокруг основания трона.
Нижний край плаща богато украшен жемчугом, драгоценными камнями и золотой вышивкой. Жемчуг также можно увидеть на узкой диадеме, которая удерживает светло-каштановые волосы Марии. В центре диадемы находится красный драгоценный камень, окруженный шестью жемчужинами в форме цветка. Волосы Марии распущены и волнисто спадают на плечи. На безымянном пальце левой руки надето широкое золотое кольцо с синим камнем в центре. Над ним — узкое золотое кольцо.

## Проблема датировки
Ян ван Эйк был первым голландским художником, который начал подписывать картины и иногда датировал их. Однако в случае с «Луккской мадонной» отсутствуют и подпись, и дата. Ян ван Эйк часто прикреплял обе картины к раме. Однако оригинальная рама «Луккской мадонной» не сохранилась; сейчас она находится в современной раме. В истории искусства принято считать, что «Луккская мадонна» написана раньше «Гентского алтаря», работу над которым художник завершил в 1432 году. Более точную датировку попытались определить, сравнив её с другими изображениями Мадонны Яна ван Эйка.
Долгое время попытки датировать «Луккскую мадонну» основывались на сравнении с так называемой «Мадонной из Инс Холла», которая считалась датированным и подписанным оригиналом Яна ван Эйка. Однако, в отличие от многих других картин ван Эйка написанных на дереве, эта картина имеет подпись и дату «1433 год» на поверхности картины, а не на раме. Пока не был проведен более детальный анализ картины, общепринятым объяснением в истории искусства было то, что после того, как оригинальная рама была утеряна, оригинальная подпись была впоследствии перенесена на поверхность картины неизвестным художником. Однако более детальные исследования показали, что эта попытка объяснения несостоятельна. Подпись и надпись находятся на самой поверхности картины и не были добавлены позже. В настоящее время «Мадонна из Инс Холла» уже не считается точной копией утраченного оригинала Яна ван Эйка, поскольку выбранное изображение демонстрирует ряд противоречий: хотя фигуру Марии венчает великолепный тронный балдахин, она не сидит на троне, а приседает на землю, что характерно для формы изображения Madonna humilitatis. Пространственные отношения между фигурами Марии и Христа с окружающей их обстановкой обозначены лишь приблизительно, а в композиции картины не хватает глубины и объёма, которую Ян ван Эйк смог передать на «Луккской Мадонне». Поэтому «Мадонна из Инс Холла» теперь классифицируется как картина последователя Яна ван Эйка, который в значительной степени заимствовал композицию либо «Луккской Мадонны», либо другой, не сохранившейся картины с изображением Мадонны Яна ван Эйка. Датировка картины считается апокрифической и поэтому не имеет смысла для хронологической классификации «Луккской Мадонны».
Для датировки были использованы две другие картины ван Эйка с изображением Мадонны, хронология которых не вызывает сомнений. Стилистическое сравнение «Луккской Мадонны» проведено с «Мадонной каноника ван дер Пале», хранящаяся в музее Грунинг в Брюгге (датирована 1436 годом на оригинальной раме) и «Дрезденским триптихом» из Галереи старых мастеров Дрездена, первоначальная дата «1437 год» была обнаружена во время современной реставрации. Историк искусства Отто Пехт относит «Луккскую мадонну» к более раннему периоду творчества ван Эйка, чем две датированные картины с изображением Мадонны.

## Провенанс
Заказчик картины неизвестен. «Луккская Мадонна» была «вновь открыта» только в XIX веке и приписана Яну ван Эйку в 1840-х годах Иоганном Давидом Пассаваном. В начале XIX века картина всё ещё находилась во владении маркиза Читтаделлы в Лукке. Оттуда она попала в коллекцию Карла Людвига фон Бурбон-Парма, герцога Лукки с 1824 по 1847 год. Брюссельский арт-дилер К. Я. Нивенхейзен приобрел картину в 1841 году и продал её голландскому королю Виллему II в 1843 году. После смерти Виллема II коллекция произведений искусства была продана с аукциона. Штеделевский художественный институт смог приобрести картину после торгов с другими европейскими музеями.